# Nuret-le-Ferron
Nuret-le-Ferron är en kommun i departementet Indre i regionen Centre-Val de Loire i de centrala delarna av Frankrike. Kommunen ligger i kantonen Saint-Gaultier som tillhör arrondissementet Le Blanc. År 2022 hade Nuret-le-Ferron 293 invånare.

## Befolkningsutveckling
Antalet invånare i kommunen Nuret-le-Ferron
Referens:INSEE